# 신용 경색
신용 경색, 신용 압박, 신용 긴축 또는 신용 위기은 일반적인 대출(또는 신용) 가용성이 갑자기 감소하거나 은행에서 대출을 받는 데 필요한 조건이 갑자기 긴축되는 것을 말한다. 신용 경색은 일반적으로 공식 이자율 상승과 관계없이 신용 가용성의 감소를 수반한다. 이러한 상황에서는 신용 가용성과 이자율 간의 관계가 변경된다. 특정 공식 이자율에서는 신용 이용이 어려워지거나 이자율과 신용 이용 가능성 사이의 명확한 관계가 중단된다(예: 신용 할당이 발생함). 많은 경우, 신용 경색은 대출 기관과 투자자가 덜 위험한 투자를 추구하기 때문에(종종 중소기업을 희생시키면서) 품질로의 도피를 동반한다.

## 원인

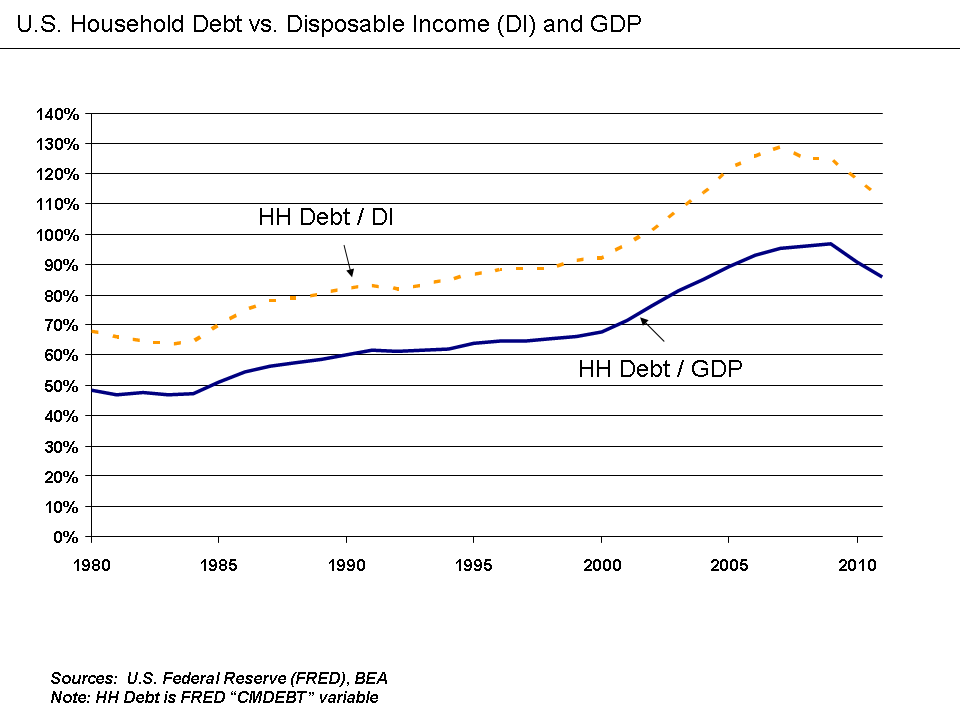
가처분 소득 및 GDP 대비 미국 가계 부채.

신용 경색은 부주의하고 부적절한 대출이 장기간 지속되면서 발생하는 경우가 많으며, 이는 대출이 부실해지고 부실 부채의 전체 규모가 알려지면 대출 기관 및 부채를 안고 있는 투자자에게 손실을 초래한다.
은행이 갑자기 대출 활동을 중단하거나 둔화하는 데에는 여러 가지 이유가 있다. 예를 들어, 차용인의 재무상태에 대한 정보가 부족하면 금융기관이 신용도를 과대평가하면 대출이 붐을 일으킬 수 있고, 차용인의 신용도가 낮거나 낮다는 사실을 암시하는 정보가 갑자기 공개되면 신용이 급격하게 위축될 수 있다. 다른 원인으로는 은행이 대출을 담보하기 위해 사용하는 담보 가치의 하락 예상; 통화 조건의 외생적 변화(예: 중앙은행이 갑자기 지급준비금 요건을 인상하거나 대출에 대한 새로운 규제 제한을 부과하는 경우) 중앙 정부는 은행 시스템에 직접적인 신용 통제를 부과한다. 또는 은행 시스템 내 다른 은행의 지불 능력에 관한 위험에 대한 인식이 높아졌다.

## 같이 보기
- 금융위기